# Dicheirus obtusus
Dicheirus obtusus är en skalbaggsart som beskrevs av Leconte 1851. Dicheirus obtusus ingår i släktet Dicheirus och familjen jordlöpare. Inga underarter finns listade i Catalogue of Life.